# Hanches
Hanches é uma comuna francesa na região administrativa do Centro, no departamento Eure-et-Loir. Estende-se por uma área de 16,03 km². Em 2010 a comuna tinha 2 748 habitantes (densidade: 171,4 hab./km²).